# Чемпионат мира по лыжным видам спорта 1930
Чемпионат мира по лыжным видам спорта 1930 года проводился с 27 февраля по 1 марта 1930 года в пригороде Осло Хольменколлене (Норвегия).

## Лыжные гонки, мужчины

### 17 км
28 февраля 1930 года
| Медаль  | Спортсмен         | Время   |
| Золото  | Арне Рустадстуэн  | 1:19:58 |
| Серебро | Трюгве Бродаль    | 1:20:24 |
| Бронза  | Тауно Лаппалайнен | 1:20:30 |

### 50 км
1 марта 1930 года
| Медаль  | Спортсмен        | Время   |
| Золото  | Свен Уттерстрём  | 3:53:14 |
| Серебро | Арне Рустадстуэн | 3:54:07 |
| Бронза  | Адиель Паананен  | 3:57:46 |

## Лыжное двоеборье, мужчины
27 февраля 1930 года
| Медаль  | Спортсмен        | Очки   |
| Золото  | Ханс Виньяренген | 446.00 |
| Серебро | Лейф Скагнес     | 432.61 |
| Бронза  | Кнут Линде       | 428.80 |

## Прыжки с трамплина, мужчины
27 февраля 1930 года
| Медаль  | Спортсмен       | Очки  |
| Золото  | Гуннар Андерсен | 224.4 |
| Серебро | Рейдар Андерсен | 223.8 |
| Бронза  | Сигмунд Рууд    | 218.5 |

## Медальный зачёт
| Место | Страна    | Золото | Серебро | Бронза | Всего |
| ----- | --------- | ------ | ------- | ------ | ----- |
| 1     | Норвегия  | 3      | 4       | 2      | 9     |
| 2     | Швеция    | 1      | 0       | 0      | 1     |
| 3     | Финляндия | 0      | 0       | 2      | 2     |